# Freddie Francis
Freddie Francis (Islington, 22 dicembre 1917 – Isleworth, 17 marzo 2007) è stato un direttore della fotografia e regista britannico, vincitore di due Premi Oscar alla migliore fotografia.

## Biografia
Nato nel borgo londinese di Islington, durante gli studi si interessò alla fotografia. 
Negli anni Trenta diventò un clapper boy ("ciacchista"), poi durante la seconda guerra mondiale prestò servizio nell'unità cinematografica dell'esercito e in seguito divenne un cameraman per la London Films, lavorando con registi come Michael Powell ed Emeric Pressburger e John Huston. 
Nella sua carriera vinse due premi Oscar come direttore della fotografia: nel 1961 per Figli e amanti (1960) e nel 1990 per Glory - Uomini di gloria (1989), e lavorò anche con David Lynch e Martin Scorsese. 
Francis diventò inoltre famoso come regista di film horror, soprattutto per le case produttrici specializzate in quest'ambito quali Hammer, Amicus e Tigon, contribuendo notevolmente anche all'ascesa della Tyburn, casa fondata dal figlio Kevin Francis. Inoltre, diresse la stella britannica del cinema dell'orrore Peter Cushing ben otto volte.

## Filmografia parziale

### Direttore della fotografia
- L'alibi dell'ultima ora (Time Without Pity), regia di Joseph Losey (1957)
- La strada dei quartieri alti (Room at the Top), regia di Jack Clayton (1959)
- La battaglia dei sessi (The Battle of the Sexes), regia di Charles Crichton (1959)
- Corruzione a Jamestown (Never Take Sweets from a Stranger), regia di Cyril Frankel (1960)
- Sabato sera, domenica mattina (Saturday Night and Sunday Morning), regia di Karel Reisz (1960)
- Figli e amanti (Sons and Lovers), regia di Jack Cardiff (1960)
- Suspense (The Innocents), regia di Jack Clayton (1961)
- La doppia vita di Dan Craig (Night Must Fall), regia di Karel Reisz (1964)
- The Elephant Man, regia di David Lynch (1980)
- La donna del tenente francese (The French Lieutenant's Woman), regia di Karel Reisz (1981)
- Dune, regia di David Lynch (1984)
- Il grande cuore di Clara (Clara's Heart), regia di Robert Mulligan (1988)
- Alibi seducente (Her Alibi), regia di Bruce Beresford (1989)
- Brenda Starr - L'avventura in prima pagina (Brenda Starr), regia di Robert Ellis Miller (1989)
- Glory - Uomini di gloria (Glory), regia di Edward Zwick (1989)
- L'uomo della luna (The Man in the Moon), regia di Robert Mulligan (1991)
- Cape Fear - Il promontorio della paura (Cape Fear), regia di Martin Scorsese (1991)
- Scuola d'onore (School Ties), regia di Robert Mandel (1992)
- La principessa degli intrighi (Princess Caraboo), regia di Michael Austin (1994)
- Una storia vera (The Straight Story), regia di David Lynch (1999)

### Regista

#### Cinema
- Due più due fa sei (Two and Two Make Six) (1962)
- L'uomo che vinse la morte (The Brain) (1962)
- L'invasione dei mostri verdi (The Day of the Triffids) - non accreditato con Steve Sekely (1963)
- Il rifugio dei dannati (Paranoiac) (1964)
- L'incubo di Janet Lind (Nightmare) (1964)
- La rivolta di Frankenstein (The Evil of Frankenstein) (1964)
- Grande rapina alla torre di Londra (Das Verrätertor) (1964)
- Le cinque chiavi del terrore (Dr. Terror's House of Horrors) (1965)
- Hysteria (1965)
- Il teschio maledetto (The Skull) (1965)
- La bambola di cera (The Psychopath) (1966)
- Il mistero dell'isola dei gabbiani (The Deadly Bees) (1966)
- La morte scarlatta viene dallo spazio (They Came from Beyond Space) (1967)
- Il giardino delle torture (Torture Garden) (1967)
- The Intrepid Mr. Twigg - cortometraggio (1968)
- Le amanti di Dracula (Dracula Has Risen from the Grave) (1968)
- Mumsy, Nanny, Sonny & Girly (1970)
- Il terrore di Londra (Trog) (1970)
- Mezzo litro di rosso per il conte Dracula (Gebissen wird nur nacht) (1971)
- Racconti dalla tomba (Tales from the Crypt) (1972)
- Delirious (Tales That Witness Madness) (1973)
- Il figlio di Dracula (Son of Dracula) (1974)
- Il buio macchiato di rosso (Craze) (1974)
- Legend of the Werewolf (1975)
- The Ghoul (1975)
- Il dottore e i diavoli (The Doctor and the Devils) (1985)
- Il grattacielo della morte (Dark Tower) - con lo pseudonimo di Ken Barnett (1989)

#### Televisione
- Agente segreto (Man in a Suitcase) – serie TV, 4 episodi (1967-1968)
- Tris d'assi (The Champions) – serie TV, episodio 1x16 (1969)
- Il Santo (The Saint) – serie TV, episodi 6x01-6x19 (1967-1969)
- Il terrore viene dalla pioggia (The Creeping Flesh) (1973)
- Le avventure di Black Beauty (The Adventures of Black Beauty – serie TV, 5 episodi (1973-1974)
- CBS Children's Film Festival – serie TV, 1 episodio (1967-1978)
- Medusa (Star Maidens) – serie TV, 5 episodi (1976)
- Sherlock Holmes e il dottor Watson (Sherlock Holmes and Doctor Watson) – serie TV, 4 episodi (1979)
- I racconti della cripta (Tales from the Crypt) – serie TV, episodio 7x02 (1996)

## Premi Oscar migliore fotografia

### Vittorie
- Figli e amanti (1961)
- Glory - Uomini di gloria (1990)